# Schlaich Bergermann Partner

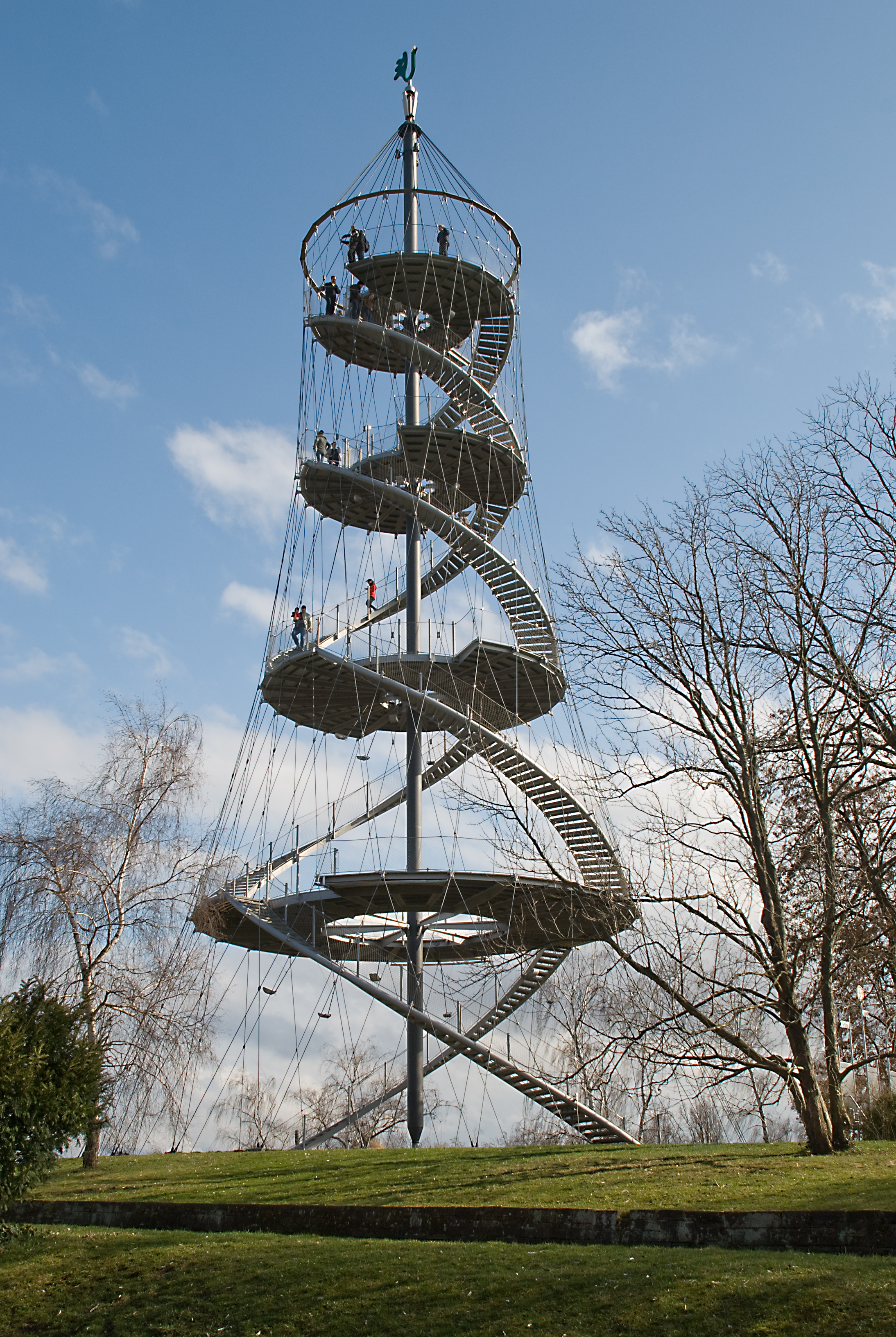
Killesbergturm

Schlaich Bergermann Partner (eigene Schreibweise schlaich bergermann partner, sbp) sind beratende Ingenieure im Bauwesen mit Hauptsitz in Stuttgart und Niederlassungen in Berlin, New York, São Paulo, Shanghai und Paris.

## Geschichte
Das Büro wurde 1980 von Jörg Schlaich  (1934–2021) und Rudolf Bergermann (* 1941) gegründet. Beide waren in den 1960er und 1970er Jahren Ingenieure im Stuttgarter Ingenieurbüro Leonhardt und Andrä, das 1972 das Tragwerk für die Zeltdachkonstruktion des Olympiastadions München plante.
Seit 2002 leiten Knut Göppert, Andreas Keil, Sven Plieninger und Mike Schlaich das Büro. 2015 wurde zudem Knut Stockhusen Partner und Geschäftsführer.

## Werk
Die Hauptschwerpunkte des Büros sind die Konzeption, Planung und Überwachung von Bauleistungen für Teilbereiche des konstruktiven Ingenieurbaus, wie Membran-, Glas-, Dach- und Fassadenkonstruktionen, Brücken- und Seilkonstruktionen, Türme, Hochbauten und Hochhäuser, Hallen, sowie Prüftätigkeiten für Standsicherheit und Bautechnik.
Daneben besitzt das Büro einen eigenen Bereich zur Entwicklung von Technologien zur solaren Stromerzeugung, sbp sonne, und verfügt über beratende Ingenieure für erneuerbare Energien.
1982 erfolgte durch den Solar-Bereich des Büros die Entwicklung und der Bau eines Prototyps für ein Aufwindkraftwerk in Manzanares bei Ciudad Real, Spanien, das bis 1989 in Betrieb war. Ebenfalls seit Anfang der 1980er Jahre werden die Dish-Stirling-Anlagen zur dezentralen Energiegewinnung weiterentwickelt. Seit 2000 nahm das Büro an der Planung und Konstruktion von Rinnenkraftwerken teil. Diese Technologie und die von sbp entwickelten Strukturen werden in zahlreichen Kraftwerken weltweit eingesetzt.
Einen besonderen Stellenwert in der Bürogeschichte nimmt die Vidyasagar Setu, allgemein bekannt als die Second Hoogly Bridge, in Kalkutta, Indien ein. Örtliche Auflagen zum Bau der Brücke waren die Verwendung von einheimischem, nicht schweißbarem Stahl, der von einheimischen Arbeitskräften mit viel Handarbeit verbaut wurde. So wurden riesige Querschnitte inklusive der Pylonköpfe mit Millionen Nieten aus dicken Blechen zusammengesetzt.
Für die Fußball-Weltmeisterschaft in Deutschland 2006 war für den Umbau der Commerzbank-Arena Frankfurt am Main in eine neue Großarena eine mobile Dachkonstruktion erforderlich, die über dem Spielfeld geschlossen werden kann.
2004 wurde schon für das Olympiastadion Berlin eine neue Überdachung mit einer Öffnung an der Längsachse fertiggestellt sowie ein neues Dach für das neu umgebaute Rhein-Energie-Stadion Köln.

### Realisierte Entwürfe (Auswahl)

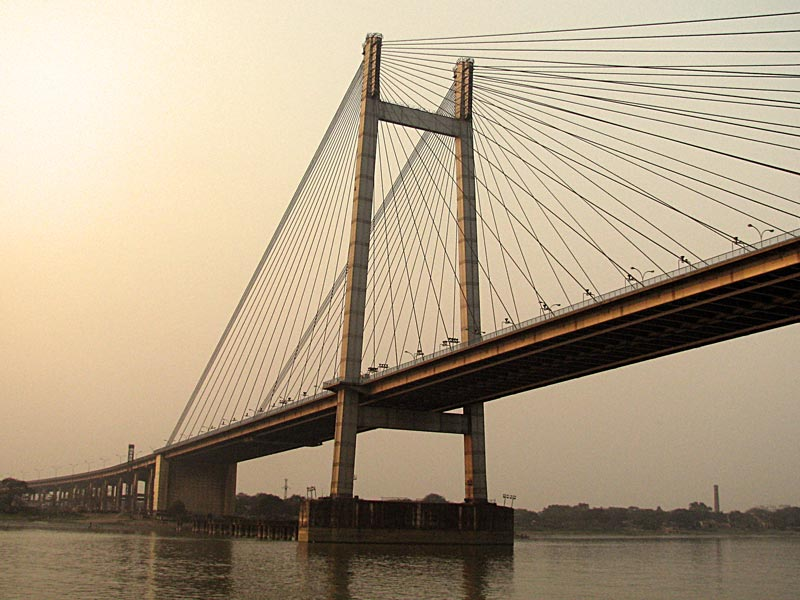
Vidyasagar Setu (Second Hooghly Bridge) in Kalkutta

- THTR-300 Kühlturm (1991 abgerissen)
- Vidyasagar Setu oder Second Hooghly Bridge, Kalkutta, Indien, Bauzeit 1979–1992[5]
- Messeturm in Leipzig, 1995
- Knick-Ei von Halstenbek, 1995, zweimal eingestürzt, vor Fertigstellung abgerissen
- Hörnbrücke in Kiel, 1997
- Nilpferdhaus im Zoo Berlin, 1997, Architekt: Jörg Gribl[6]
- Ting-Kau-Brücke in Hongkong, 1998
- Buckelbrücke in Duisburg, 1999
- Schlaichturm in Weil am Rhein, 1999
- Killesbergturm in Stuttgart, 2001
- Humboldthafenbrücke in Berlin, 2002
- Abuja National Stadion, 2003
- Kragdach mit Membran- und Glasüberdachung Olympiastadion Berlin, 2004
- Dach Rheinenergiestadion in Köln, 2004
- Membrandach mit wandelbarem Membran-Innendach Commerzbank-Arena in Frankfurt am Main, 2005
- Zentraler Omnibusbahnhof Hamburg, 2006, ausgezeichnet mit dem Outstanding Structure Award der IABSE
- Tragwerksplanung für das Dach des Nelson-Mandela-Bay-Stadions in Port Elizabeth, Südafrika, Mai 2009
- Grimberger Sichel in Gelsenkirchen, 2009, ausgezeichnet mit dem European Steel Bridges Award 2010[7][8]
- Dachkonstruktion des Umbaus des Soccer City in Johannesburg, Südafrika, 2009
- Slinky springs to fame, 2011 Fußgängerbrücke über den Rhein-Herne-Kanal in Oberhausen
- Dachkonstruktion des Stadions Narodowy in Warschau, 2009–2012
- Passerelle de la Paix in Lyon, 2014
- Harfenbrücke über den Langen See, Böblingen, Stadtteil Flugfeld, 2016
- Schierker Feuerstein Arena im Harz, Bauzeit 2016–2017
- Eisenbahnbrücke über die Aller in Verden (Niedersachsen), 2013–2016
- Schönbuchturm bei Herrenberg, 2018
- Trumpf-Steg in Ditzingen, 2018
- Kampmannbrücke in Essen, 2019
- Tragwerk und Koordinierung der Verhüllung des Triumphbogens in Paris 2021,[9] einem Projekt von Christo. Das ist Teil einer Zusammenarbeit des Büros mit weiteren Christo-Projekten. Darunter fiel die London Mastaba auf dem Serpentine Lake im Hyde Park (2018) aus 7506 farbigen Ölfässern und einer Höhe von 20 m.[10] Das war eine Vorstufe des noch nicht realisierten (2021) Mastaba-Projekts in Abu Dhabi aus 440.000 farbigen Ölfässern, die aus ausgeklapptem Zustand durch Teleskoptürme gehoben werden soll (150 m Höhe) und permanent sein soll.[11]
- Aussichtsbrücke am Königsstuhl auf Rügen, gebaut ab 2021, als elliptische Schleife ausgeführte einhüftige Hängebrücke. Sie soll den unmittelbar bedrohten Besucherpfad ersetzen.

Neuere Bauten
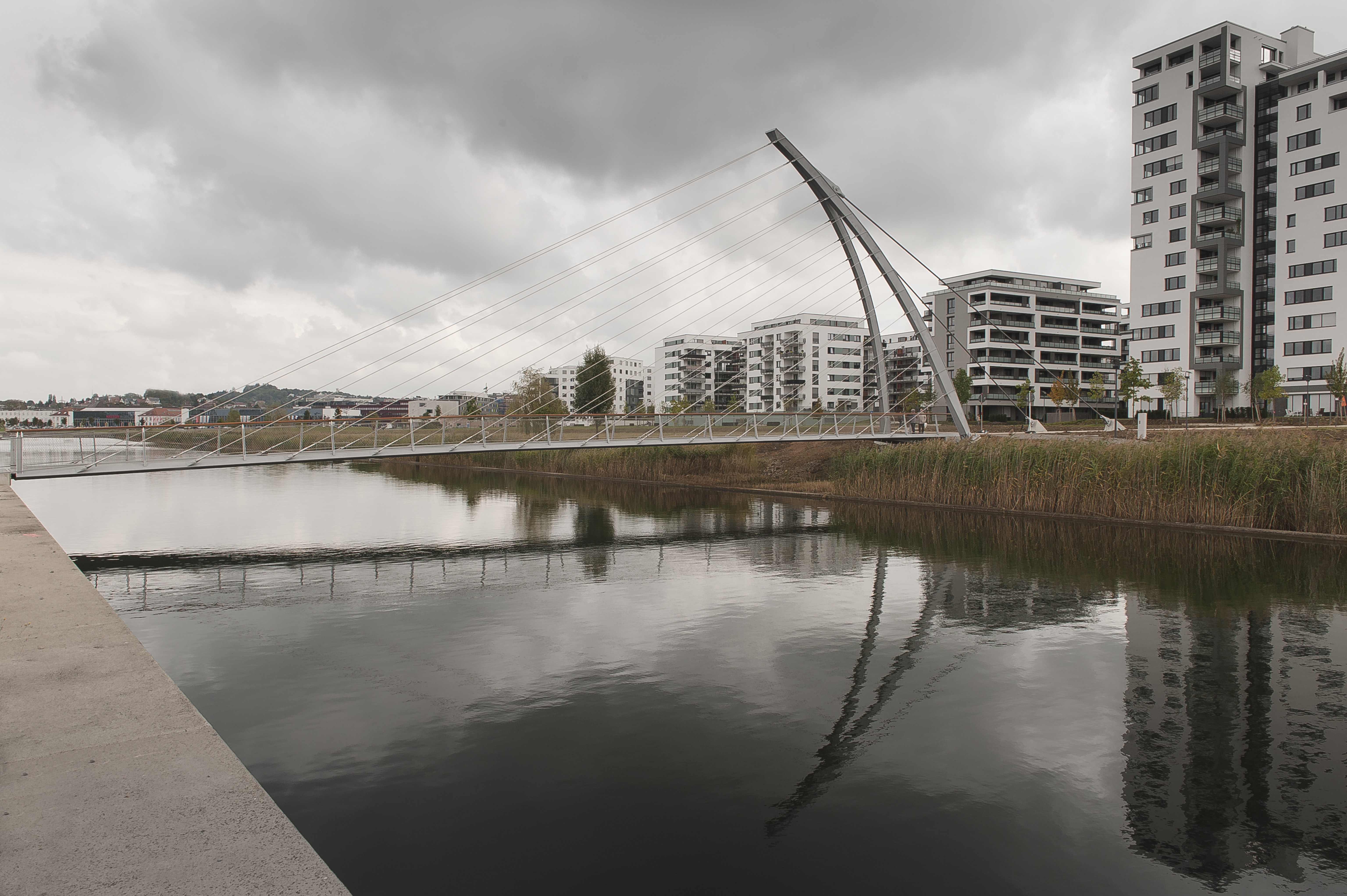
Harfen-Brücke, Böblingen
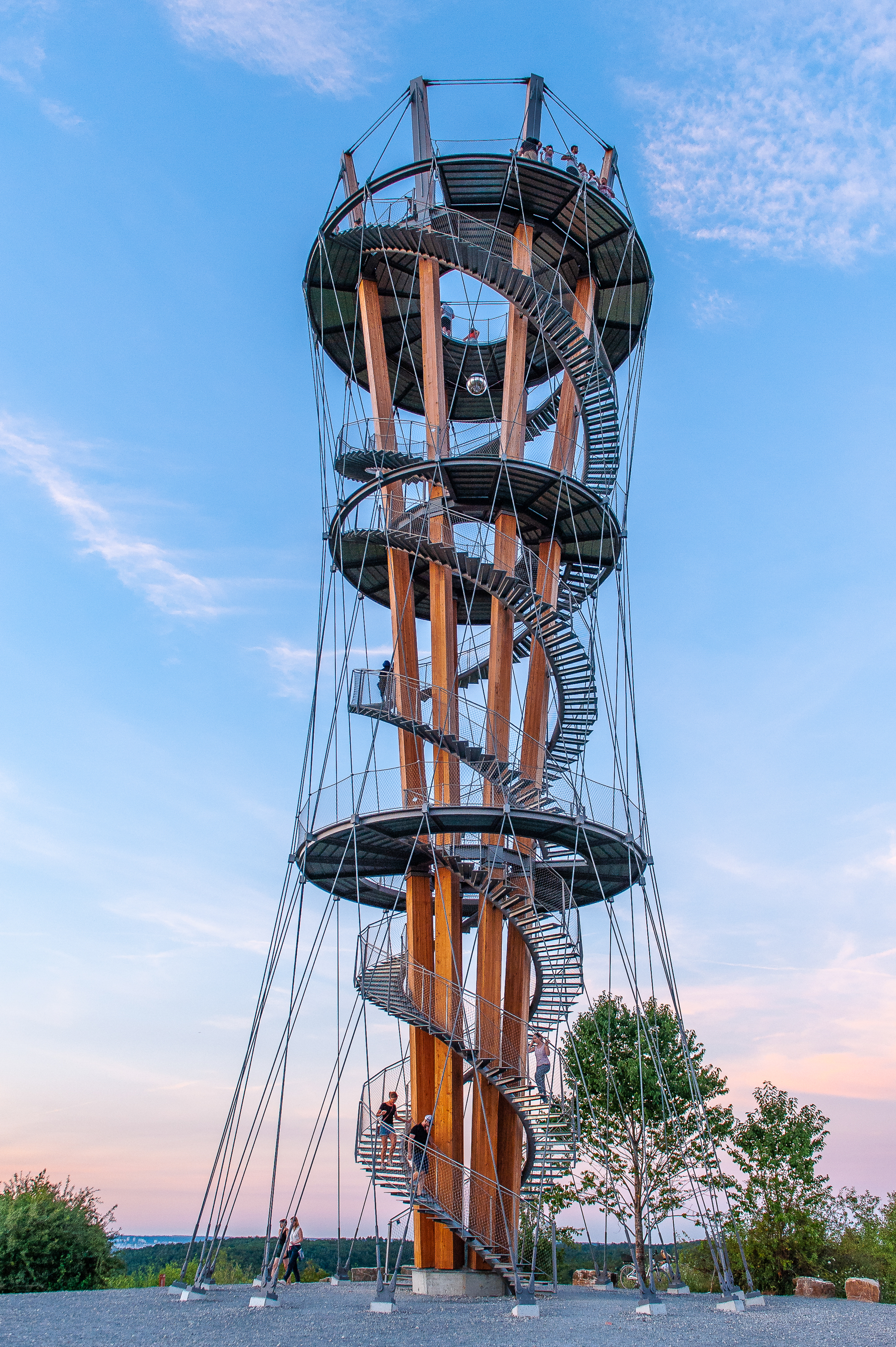
Schönbuch-turm, Herrenberg
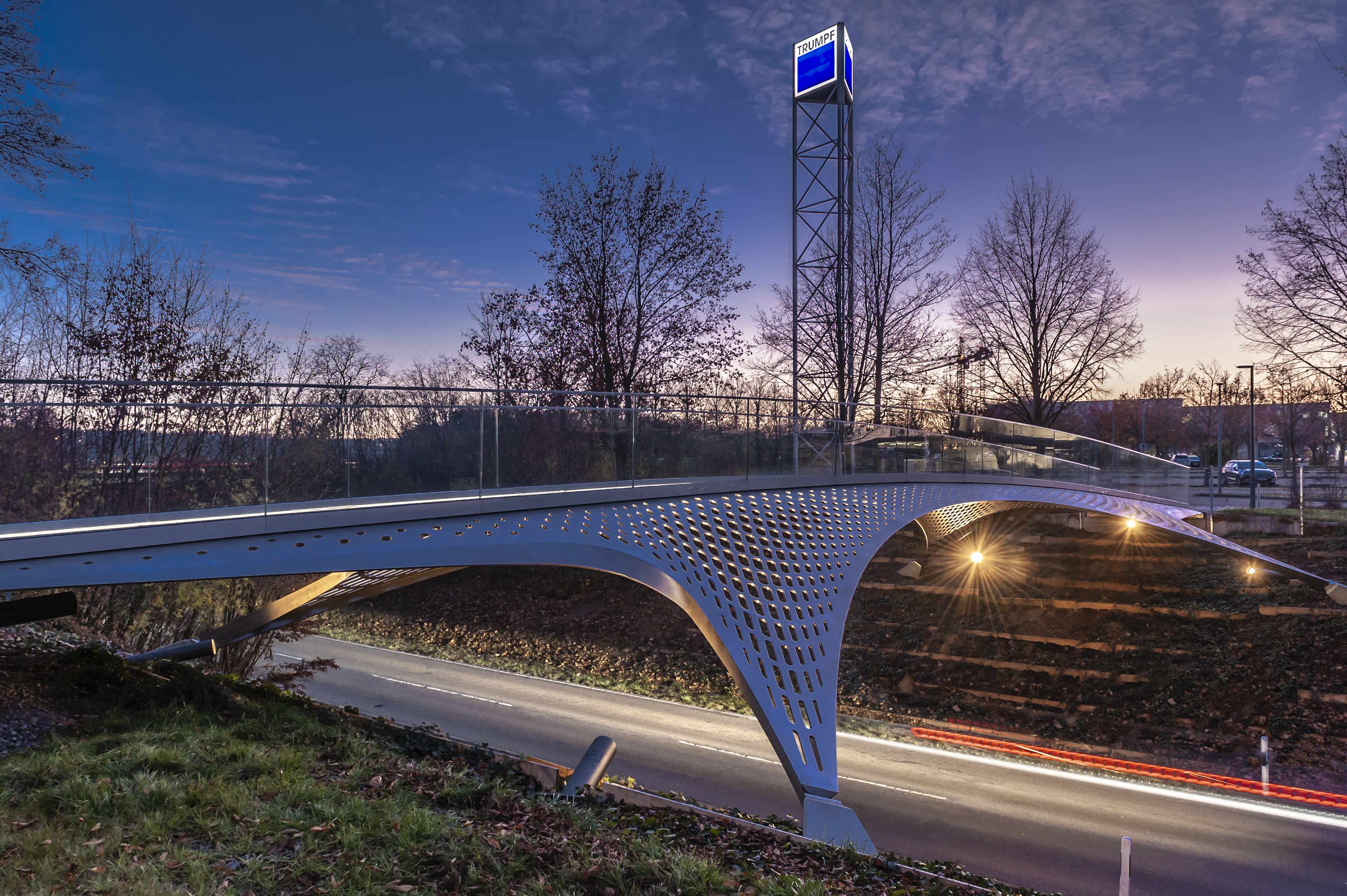
Trumpf-Steg, Ditzingen

## Oft verwendete Strukturelemente und Materialien

### Gitternetzschale
Leichte, transparente Überdachungen belasten die Bausubstanz so wenig wie möglich. Für die Gitternetzschale stand das herkömmliche Küchensieb Pate: Dessen quadratisches Maschennetz kann durch Verrautung der Maschen einer beliebigen Flächengeometrie angepasst werden. Kombiniert mit einem diagonalen Seilnetz, wird das Netz zur idealen Schale. Eingedeckt mit Glasscheiben entsteht ein leichtes, transparentes Dach.
Neue geometrische Entwicklungen und Formfindungsmethoden, bis hin zu vollautomatischen, selbst entwickelten Workflows unter dem Einsatz von geometrischen und statischen Optimierungsmethoden bereichern die Entwurfsmöglichkeiten.

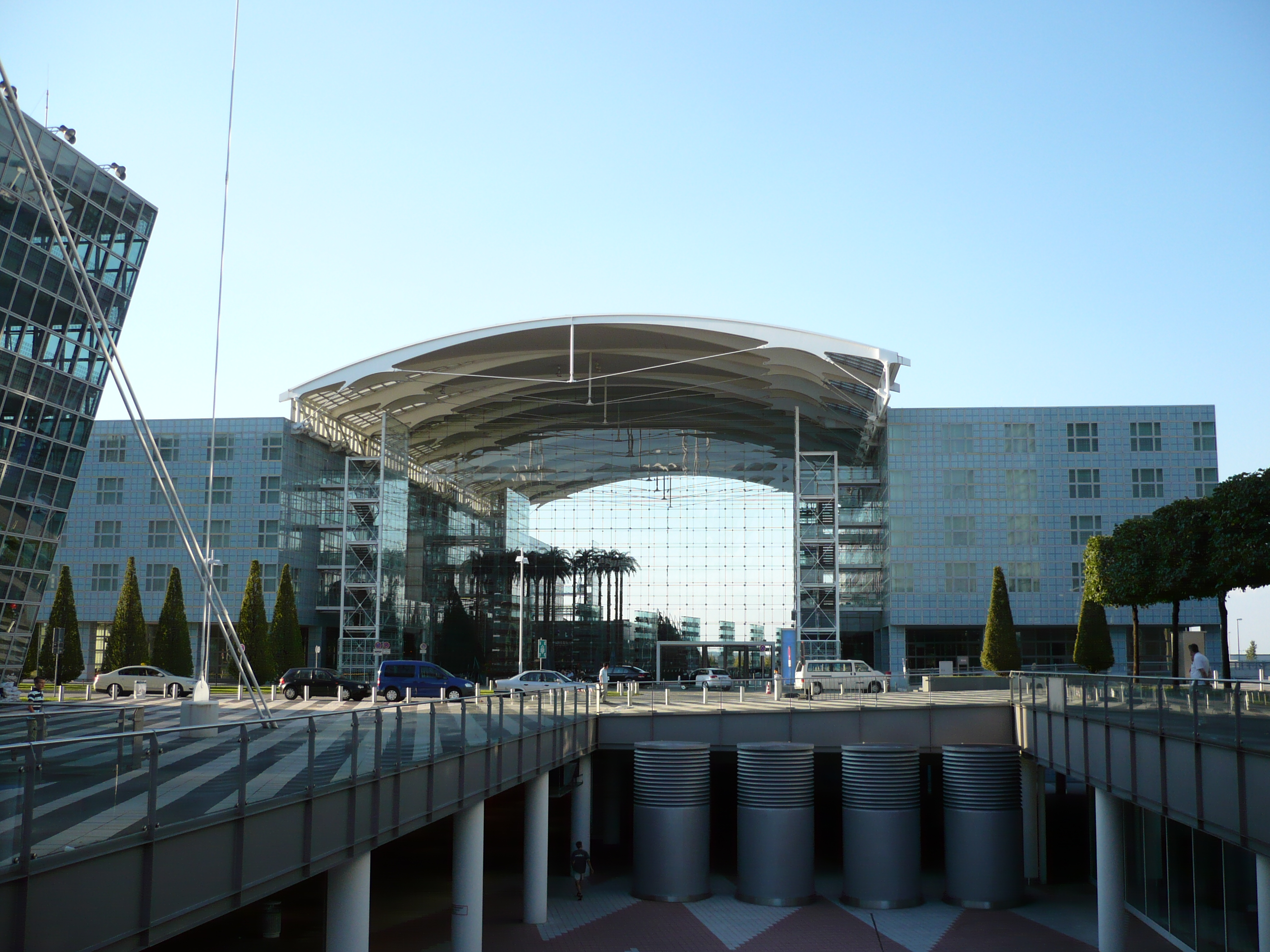
Seilnetzfassade am Hilton Munich Airport

### Seilnetzfassade
Für die Fassade mit fast nahtloser Transparenz sind parallele horizontale und vertikale Seilscharen zwischen den beiden seitlichen Baukörpern sowie zwischen Dachbindern und Boden des Hilton Munich Airport gespannt und bilden ein ebenes Seilnetz. Die Seilnetzfassade ist vergleichbar mit einem Tennisschläger. Je nach Höhe der Vorspannung und Anordnung der Seilscharen sind vielfältige Variationen dieses Konstruktionsprinzips möglich und wurden auch realisiert: Überdachung der Römischen Thermen Badenweiler, CYTS Peking, Hauptbahnhof Berlin, Auswärtiges Amt Berlin.

### Ringseildach
Das Ringseildach basiert auf der Idee des Speichenrades, ist aber im Vergleich zum primär in seiner Ebene beanspruchbaren Speichenrad auch für den vertikalen Lastabtrag ausgelegt. In unterschiedlichen Konfigurationen anwendbar entstehen Seilkonstruktionen, die geeignet sind für stützenfreie Überdachung von Bauwerken, Stadien, Arenen und Flächen beliebiger Größe. Bei der ersten Grundkonfiguration sind die zwei durch Luftstützen gespreizten inneren Zugringe über radiale Speichen mit dem außen verlaufenden Druckring verbunden. Die zweite Grundkonfiguration funktioniert mit zwei außen liegenden Druckringen und nur einem über die radialen Speichen verbundenen innen liegenden Zugring. Zwischen den radialen Seilen werden oftmals textile Membranen verspannt. Zu den ersten modernen Ringseildächern zählt die MHPArena in Stuttgart. Weitere Beispiele sind unter anderem in Kuala Lumpur, Frankfurt/Main, Warschau, Bukarest, Kapstadt, Durban, Rio de Janeiro realisiert worden.

### Membrandächer
Die meisten der Ringseildächer sind mit textilen Membranen eingedeckt. Textilien ermöglichen leichte, transparente Dächer und Fassaden, die durch vielfältige und ungewöhnliche Formen faszinieren. Aufgrund ihres geringen Gewichts und ihrer Faltbarkeit sind Textilien aber auch für wandelbare Strukturen prädestiniert. Zu den ersten dauerhaften, beweglichen Membrandächern gehört das Dach über der Stierkampfarena Saragossa, das sich in wenigen Minuten einer Blume gleich öffnen und schließen lässt. Ein ähnliches Prinzip kam auch bei den Überdachungen der Commerzbankarena in Frankfurt sowie dem Nationalstadion in Warschau oder dem BC Place Stadion in Vancouver zum Einsatz. Noch leichter ist nur noch das Bauen mit Luft: die pneumatischen Kissen der Arenen Nîmes und Madrid verwandeln diese saisonal innerhalb weniger Tage oder nach Witterungslage in wenigen Minuten.

### Kreisringträger
Die im Grundriss gekrümmte Brücke in Kelheim über den Main-Donau-Kanal erregte zum Zeitpunkt ihrer Fertigstellung großes Aufsehen: Sie war die erste nur einseitig aufgehängte Brücke. Inzwischen variierten die Ingenieure von Schlaich Bergermann Partner das Prinzip des Kreisringträgers mehrfach, wie die Fußgängerbrücken in Bochum über die Gahlensche Straße, in Gelsenkirchen oder „der Balkon zum Meer“ in Sassnitz zeigen. Beim ZOB Hamburg wurde das Prinzip auf eine Dachkonstruktion übertragen.

### Stahlguss
Die Renaissance des Stahlgusses im Bauwesen hat mit dem Bau der Seilnetzdächer für die Olympiade in München begonnen. Der Stahlguss erlaubt die Herstellung geometrisch komplizierter Rohrknoten, eine optimale Anpassung an den Kraftfluss bei gleichzeitiger Wirtschaftlichkeit. Heutzutage kommen schwungvoll aufgerundete Stahlgussknoten bei Straßenbrücken (Nesenbachtalbrücke, Stuttgart) und Eisenbahnbrücken (Humboldthafenbrücke) im Hochbau (Halle 13, Messe Hannover) oder den Seilknoten der Ringseildächer und -fassaden zum Einsatz. Die diversen Möglichkeiten an Formen und die Materialien vom GS20 bis zum Edelstahlfeinguss lassen eine vielfältige Anwendung zu. Durch die hervorragende Schweißbarkeit lassen sich wirtschaftliche Kombinationen aus frei geformten, komplexen Gussbauteilen mit regulären Stählen und Blechen kombiniert herstellen. Die Vorteile beider Stahlharten sind so optimal nutzbar.

## Bauten in Stuttgart
Als Lehrender an der Universität Stuttgart war es Jörg Schlaichs Anliegen, „das Image des Technokraten, das den Bauingenieuren anhängt,“ zu überwinden. Dazu eröffnete er seinen Studenten die kreative Welt des Konstruierens und Gestaltens, basierend auf profundem theoretischen Wissen. Damit prägte Jörg Schlaich Generationen von Studenten einer neuen „Stuttgarter Ingenieur-Schule“.
Neben vielen Projekten in Deutschland und aller Welt realisierte das Büro Schlaich Bergermann Partner auch in Stuttgart eine Vielzahl von Vorhaben, darunter rund 20 Brücken und Fußgängerstege sowie etwa 20 Gebäude, Türme und andere Bauwerke. Dazu gehören „eine ganze Reihe von Landmarken“, die zur Internationalen Gartenbauausstellung 1993 entstanden, aber auch die MHPArena mit ihrem „eigenwillig geschwungenen, schwebenden“ Dach und der Killesbergturm, beides Bauwerke, die zu Wahrzeichen der Stadt geworden sind.
| Karte mit allen Standorten |
| Klicken Sie in der folgenden Zeile auf OSM, Google oder Bing. Karte mit allen Koordinaten des Abschnitts Bauten in Stuttgart: OSM Es wird eine OpenStreetMap-Karte, eine Google-Maps-Karte oder eine Bing-Maps-Karte mit den Standorten aller Bauwerke angezeigt. |

| Karte für einen Standort |
| Klicken Sie in der Spalte Bauwerk auf das Symbol . Es wird eine OpenStreetMap-Karte mit dem Standort des Bauwerks angezeigt. |

| Bild | Jahr   | Art           | Bauwerk / Zusammenarbeit / Literatur |
| ---- | ------ | ------------- | --- |
|      | 1970   | Turm          | Fernmeldeturm auf dem Frauenkopf Zusammenarbeit: Leonhardt und Andrä Literatur: #Bögle 2004, S. 59, 63–64, #Holgate 1997, S. 36, #Schlaich 1999, S. 489–490, structurae |
|      | 1977   | Fußgängersteg | Grüne Brücke Zusammenarbeit: Planungsgruppe Luz, Bächer, Winkler Literatur: #Bögle 2004, S. 232, 234, #Holgate 1997, S. 204–205, #Luz, Hans 1992, S. 124–125, #Luz, Hans 2012, S. 39 |
|      | 1977   | Fußgängersteg | Heinrich-Baumann-Steg Zusammenarbeit: Planungsgruppe Luz, Bächer, Winkler Literatur: #Bögle 2004, S. 232, #Holgate 1997, S. 233, #Schlaich 1999, S. 176, structurae |
|      | 1977   | Fußgängersteg | Fußgängerbrücke Rosensteinpark zwischen Mittlerem und Unterem Schlossgarten Zusammenarbeit: Planungsgruppe Luz, Bächer, Winkler Literatur: #Bögle 2004, S. 232, 254, #Holgate 1997, S. 199–201, #Luz, Hans 1992, S. 124–125, #Luz, Hans 2012, S. 39, #Schlaich 1999, S. 179–180, structurae                                                                                           |
|      | 1977   | Fußgängersteg | Fußgängerbrücke Rosensteinpark zwischen Cannstatter Straße und Rosensteinpark Zusammenarbeit: Planungsgruppe Luz, Bächer, Winkler Literatur: #Bögle 2004, S. 166, 232, 234, #Holgate 1997, S. 202–203, #Schlaich 1999, S. 179–180, structurae |
|      | 1982   | Haltestelle   | Bushaltestelle Schlossplatz an der Alten Kanzlei Zusammenarbeit: Behnisch + Partner Literatur: #Bögle 2004, S. 177, #Holgate 1997, S. 252 |
|      | 1988   | Gebäude       | Visus Institut (= Visualisierungsinstitut) der Universität Stuttgart, früher: Hysolar-Institut, Allmandring 19 Zusammenarbeit: Behnisch + Partner Literatur: #Bögle 2004, S. 53 |
|      | 1989   | Dach          | Sozialamt der Bundespost, Maybachstr. 56 Zusammenarbeit: Prof. Ostertag + Vornholdt Literatur: #Bögle 2004, S. 87, Liste 2013 (PDF) |
|      | 1989   | Fußgängersteg | Fußgängerbrücke Kochenhof Zusammenarbeit: Luz und Partner Literatur: #Bögle 2004, S. 232, #Holgate 1997, S. 220–221, #Schlaich 1999, S. 186–187, structurae |
|      | 1989   | Fußgängersteg | Max-Eyth-Steg Zusammenarbeit: Brigitte Schlaich-Peterhans Literatur: #Bögle 2004, S. 232, 250–253, 305, #Holgate 1997, S. 208–213, #Schlaich 1999, S. 181–183, structurae |
|      | 1989   | Fußgängersteg | Wulle-Steg über Willy-Brandt-Straße Zusammenarbeit: Kammerer Belz Kucher und Partner Literatur: #Bögle 2004, S. 232, 236, #Schlaich 1999, S. 184–185, #Holgate 1997, S. 218–219, Liste 2013 (PDF) |
|      | 1991   | Fußgängersteg | Fußgängerbrücke Karl-Benz-Platz in Untertürkheim Zusammenarbeit: Peter und Lochner Literatur: #Bögle 2004, S. 232, #Holgate 1997, S. 234, structurae |
|      | 1992   | Fußgängersteg | Cardiffer Steg über die Stresemannstraße Zusammenarbeit: Planungsgruppe Luz, Lohrer, Egenhofer, Schlaich Literatur: #Baus 1993, S. 70, #Keil 1993, S. 52, #Luz, Hans 1993.1, S. 16, #Luz, Hans 2012, S. 77, #Schlaich 1993, S. 23 |
|      | 1992   | Fußgängersteg | St.-Helens-Steg über die Stresemannstraße Zusammenarbeit: Planungsgruppe Luz, Lohrer, Egenhofer, Schlaich Literatur: #Baus 1993, S. 70, #Keil 1993, S. 52, #Luz, Hans 1993.1, S. 16, #Luz, Hans 2012, S. 77, #Schlaich 1993, S. 23 |
|      | 1992   | Fußgängersteg | Lodzer Steg beim Löwentor Zusammenarbeit: Planungsgruppe Luz, Lohrer, Egenhofer, Schlaich Literatur: #Bögle 2004, S. 232, #Baus 1993, S. 70, 77–78, 80, #Holgate 1997, S. 226–227, 235, #Luz, Hans 1992, S. 144–145, #Luz, Hans 2012, S. 61, #Schlaich 1993, S. 25, #Keil 1993, S. 49–50, #Luz, Hans 1993.1, S. 17–18, #Schlaich 1999, S. 188–189, structurae                         |
|      | 1992   | Fußgängersteg | Bombaystege über der Heilbronner Straße, Verlängerung des Brünner Stegs Zusammenarbeit: Planungsgruppe Luz, Lohrer, Egenhofer, Schlaich Literatur: #Bögle 2004, S. 20, 21, 232, 236, #Baus 1993, S. 70, 74, #Holgate 1997, S. 224–225, #Keil 1993, S. 50–51, #Luz, Hans 1993.1, S. 15, #Schlaich 1993, S. 21–23, #Schlaich 1999, S. 190–191, structurae                               |
|      | 1992   | Fußgängersteg | Brünner Steg, Fußgängerbrücke Nordbahnhof, Verlängerung der Bombaystege Zusammenarbeit: Planungsgruppe Luz, Lohrer, Egenhofer, Schlaich Literatur: #Bögle 2004, S. 20, 21, 232, 236, #Baus 1993, S. 70–72, #Holgate 1997, S. 222–223, #Keil 1993, S. 50–51, #Luz, Hans 1993.1, S. 14–15, #Schlaich 1993, S. 21–23, #Schlaich 1999, S. 190–191, Liste 2013 (PDF)                       |
|      | 1992   | Fußgängersteg | Bombaystege über der Friedrich-Ebert-Straße, Verlängerung der Bombaystege über die Heilbronner Straße Zusammenarbeit: Planungsgruppe Luz, Lohrer, Egenhofer, Schlaich Literatur: #Luz, Hans 1993.1, S. 16, #Schlaich 1999, S. 190–191 |
|      | 1992   | Haltestelle   | Stadtbahnhaltestelle Löwentorbrücke? (Stadtbahnhaltestelle Heilbronner Straße) Zusammenarbeit: Planungsgruppe Luz, Lohrer, Egenhofer, Schlaich Literatur: #Bögle 2004, S. 177 |
|      | 1992   | Fußgängersteg | Samarastege, Teilstück über der Pragstraße (Fußgängerbrücke Pragsattel I) Zusammenarbeit: Planungsgruppe Luz, Lohrer, Egenhofer, Schlaich Literatur: #Bögle 2004, S. 232, 239, 305, #Baus 1993, S. 70, 79, 80, #Holgate 1997, S. 235–236, #Keil 1993, S. 50–52, #Luz, Hans 1993.1, S. 18, #Schlaich 1993, S. 232–25, #Schlaich 1999, S. 192–193                                       |
|      | 1992   | Fußgängersteg | Samarastege, Teilstück über der Heilbronner Straße (Fußgängerbrücke Pragsattel II) Zusammenarbeit: Planungsgruppe Luz, Lohrer, Egenhofer, Schlaich Literatur: #Bögle 2004, S. 232, 237–238, #Baus 1993, S. 70, 78, 80, #Holgate 1997, S. 235, 237, #Keil 1993, S. 50–52, #Luz, Hans 1993.1, S. 17, #Schlaich 1993, S. 23–25, #Schlaich 1999, S. 192–193, structurae, Liste 2013 (PDF) |
|      | 1993   | Dach          | Katharinenhospital, Kriegsbergstraße 60 = Haus E Zusammenarbeit: Heinle, Wischer und Partner Literatur: #Bögle 2004, S. 165, #Holgate 1997, S. 253, #Schlaich 1999, S. 385 |
|      | 1993   | Gebäude       | Katharinenhospital, Kriegsbergstraße 60 = Haus E Zusammenarbeit: Heinle, Wischer und Partner Literatur: #Bögle 2004, S. 53, #Holgate 1997, S. 253, #Schlaich 1999, S. 384–385 |
|      | 1993   | Schwimmbad    | Mineralbad Bad Cannstatt Zusammenarbeit: Beck-Erlang und Partner Literatur: #Bögle 2004, S. 113, 299, #Schlaich 1999, S. 386–387, #Holgate 1997, S. 116, structurae, Liste 2013 (PDF) |
|      | 1993   | Gebäude       | Institut für Bioverfahrenstechnik der Universität Stuttgart Zusammenarbeit: Ackermann + Partner Literatur: #Bögle 2004, S. 53 |
|      | 1993   | Stadion       | MHPArena, 1993–2008: Gottlieb-Daimler-Stadion, 2008–2023: Mercedes-Benz Arena Zusammenarbeit: Weidleplan Consulting, Siegel + Partner Literatur: #Bögle 2004, S. 151, 152, 156–159, #Holgate 1997, S. 140–143, #Schlaich 1999, S. 375–378, structurae |
|      | 1995   | Gebäude       | Flughafen-Feuerwache Zusammenarbeit: Kohlmeer + Bechler Literatur: #Bögle 2004, S. 53 |
|      | 1997   | Dach          | Württembergische Versicherung, Senefelderstraße 38 Zusammenarbeit: Drei Architekten Literatur: #Bögle 2004, S. 53 |
|      | 1998   | Haltestelle   | Stadtbahnhaltestelle Waldau Zusammenarbeit: Unold Diplomingenieure und Architekten Literatur: #Bögle 2004, S. 131, Liste 2013 |
|      | 1999   | Brücke        | Nesenbachtalbrücke in Stuttgart-Vaihingen Zusammenarbeit: Luz und Partner, Hans Dieter Bohnet Literatur: #Bögle 2004, S. 187, #Holgate 1997, S. 190, #Schlaich 1999, S. 198–199, 212–216, 230, structurae |
|      | 2001   | Gebäude       | Bosch-Areal Zusammenarbeit: Prof. Ostertag + Vornholdt Literatur: #Bögle 2004, S. 113, structurae |
|      | 2001   | Turm          | Killesbergturm Zusammenarbeit: Luz und Partner Literatur: #Bögle 2004, S. 65, 72–77, #Holgate 1997, S. 98–99, #Luz, Hans 1992, S. 178, #Luz, Hans 2012, S. 97–99, structurae |
|      | 2002   | Brücke        | Überführung über die B14 östlich vom Schattenring Literatur: #Bögle 2004, S. 217 |
|      | 2003   | Brücke        | Brücke Auerbachstraße, Überführung Auerbachstraße über die Heilbronner Straße Literatur: #Bögle 2004, S. 217, 221–222, structurae |
|      | im Bau | Brücke        | Neue Neckarbrücke |
|      | 2021   | Brücke        | Stadtbahnbrücke über die Autobahn A8 |